# Bátmonostor
Bátmonostor (kroatiska: Monoštorlija) är en ort (by) i provinsen Bács-Kiskun i södra Ungern. Orten har 1 395 invånare (2024), på en yta av 37,95 km². Den ligger cirka 8,5 kilometer söder om Baja.